# Habrocestoides chichila
Habrocestoides chichila är en spindelart som först beskrevs av Dmitri Viktorovich Logunov 2003.  Habrocestoides chichila ingår i släktet Habrocestoides och familjen hoppspindlar. Inga underarter finns listade i Catalogue of Life.